# Ojasensaari
Ojasensaari is een zandplaat met eigen meer in de rivier de Muonio, die de grens vormt tussen Zweden en Finland. Ojasensaari hoort bij Zweden, heeft geen oeververbinding en is onbebouwd. Het eiland heeft een oppervlakte van ongeveer 40 hectare. Het meer op Ojasensaari heet Ojasenjärvi.
Kenttäsaari nabij Maunu · Alasaari nabij Karesuando · Kivisaari · Lintiputaansaari · Ungelosaari · Alasaari nabij Palojoensuu · Järämänsaari · Hirvassaari · Niittysaari · Koivusaari (Zweeds) · Palsarinsaari · Kenttäsaari ·  Alkkulasaari · Koivusaari (Fins) · Viiksinsaari · Rukomasaari · Ojasensaari · Luhtasaari · Laurukainen · Naapankisaari · Kihlangisaari · Iso Aareansaari · Vekarasaari · Kolarinsaari · Kokko · Väylänsaari · Pyysaari · Alanen · Lompolonsaari